# Paratendipes albitibia
Paratendipes albitibia är en tvåvingeart som beskrevs av Jean-Jacques Kieffer 1922. Paratendipes albitibia ingår i släktet Paratendipes och familjen fjädermyggor.
Artens utbredningsområde är Tyskland. Inga underarter finns listade i Catalogue of Life.